# دورا ماریا لوروسدوتیر
دورا ماریا لوروسدوتیر (انگلیسی: Dóra María Lárusdóttir؛ زادهٔ ۲۴ ژوئیهٔ ۱۹۸۵) بازیکن فوتبال اهل ایسلند است.
از باشگاه‌هایی که در آن بازی کرده‌است می‌توان به دیوری گردن اشاره کرد.
وی همچنین در تیم‌های ملی فوتبال زنان ایسلند، و زنان ایسلند، و زنان ایسلند، و زنان ایسلند، بازی کرده‌است.